# Генерал (Австралия)
Генерал (англ. General) — высшее воинское звание генералитета Сухопутных войск Австралии в мирное время. Соответствует званию «Главный маршал авиации» в Королевских ВВС Австралии и званию «Адмирал» в Королевском ВМФ Австралии. Является «четырёхзвёздным» званием (по применяемой в НАТО кодировке — OF-9).

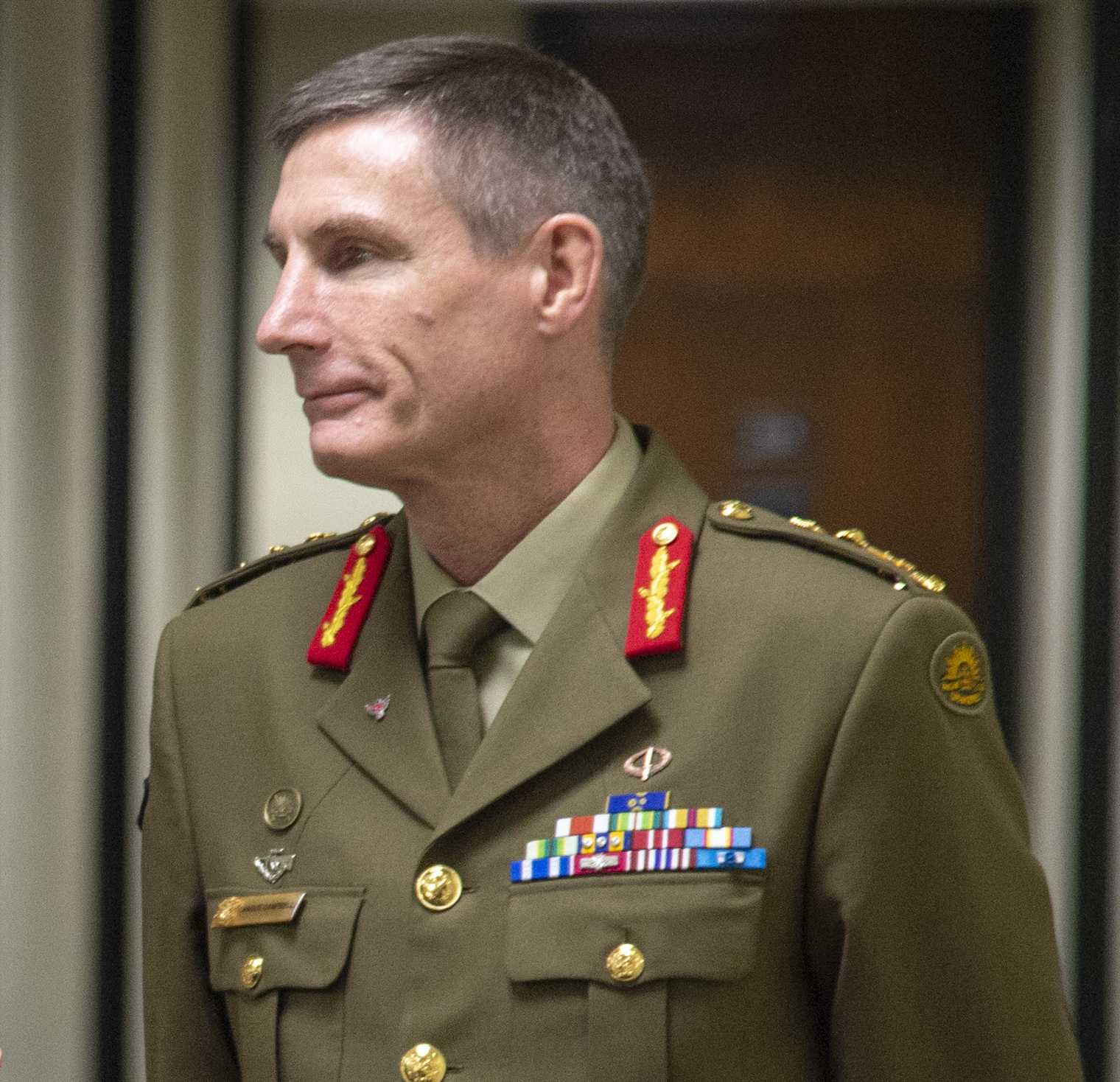
Кэмпбелл, Ангус - один из носителей данного звания (7 июля 2018)

Следует за званием «Генерал-лейтенант» и является вторым по старшинству званием для военнослужащих Сухопутных войск в военное время после звания «Фельдмаршал». Является прямым аналогом британского звания «Генерал».

## Положение о звании
До 1958 года звания Генерала и Фельдмаршала присваивались только в 
редких обстоятельствах (например как почётное звание). В 1958 году была создана должность Начальника Сил обороны, а с 1966 года при назначении на эту должность армейского офицера ему присваивается звание генерала.

## Знаки различия
Погон представляет собой Корону Святого Эдуарда над звездой ордена Бани, под которой расположены скрещенные жезл и кинжал, а ниже дугой надпись «AUSTRALIA».

## Носители звания
| №  | Имя              | Портрет | Годы жизни     | Дата присвоения звания | Прим.         |
| -- | ---------------- | ------- | -------------- | ---------------------- | ------------- |
| 1  | Уильям Бёдвуд    |         | 1865—1951      | 29 января 1920         | [ 8 ]         |
| 2  | Гарри Шовель     |         | 1865—1945      | 21 ноября 1929         | [ 9 ]         |
| 3  | Джон Монаш       |         | 1865—1931      | 21 ноября 1929         | [ 9 ]         |
| 4  | Бруденелл Уайт   |         | 1876—1940      | 18 марта 1940          | [ 10 ]        |
| 5  | Томас Блэми      |         | 1884—1951      | 24 сентября 1941       | [ 12 ]        |
| 6  | Джон Уилтон      |         | 1910—1981      | 1 сентября 1968        | [ 13 ]        |
| 7  | Фрэнк Хассетт    |         | 1918—2008      | 24 ноября 1975         | [ 14 ] [ 15 ] |
| 8  | Артур Макдональд |         | 1919—1995      | 21 апреля 1977         | [ 15 ]        |
| 9  | Филлип Беннетт   |         | 1928—2023      | 13 апреля 1984         | [ 15 ]        |
| 10 | Питер Грейшн     |         | род. 1932      | 13 апреля 1987         | [ 15 ]        |
| 11 | Джон Бейкер      |         | 1936—2007      | 7 июля 1995            | [ 15 ]        |
| 12 | Питер Косгроув   |         | род. 1947      | 4 июля 2002            | [ 15 ]        |
| 13 | Дэвид Хёрли      |         | род. 1953      | 4 июля 2011            | [ 16 ]        |
| 14 | Ангус Кэмпбелл   |         | род. в XX веке | 7 июля 2018            | [ 5 ]         |